# Nungia
Genre
Nungia est un genre d'araignées aranéomorphes de la famille des Salticidae.

## Distribution
Les espèces de ce genre se rencontrent en Asie et en Océanie.

## Liste des espèces
Selon World Spider Catalog (version 23.5, 12/09/2022) :
- Nungia epigynalis Żabka, 1985
- Nungia hatamensis (Thorell, 1881)
- Nungia modesta (Keyserling, 1883)
- Nungia papakula (Strand, 1911)
- Nungia tangi Wang & Li, 2022
- Nungia xiaolonghaensis (Cao & Li, 2016)

## Systématique et taxinomie
Ce genre a été décrit par Żabka en 1985 dans les Salticidae.

## Publication originale
- Żabka, 1985 : « Systematic and zoogeographic study on the family Salticidae (Araneae) from Viet-Nam. » Annales Zoologici, vol. 39, p. 197-485.